# Meidling
A Meidling Bécs XII. kerülete.  Meidling Margareten, Mariahilf, Favoriten, Liesing, Hietzing és Rudolfsheim-Fünfhaus községekkel határos.

## Részei
|  | - Altmannsdorf - Gaudenzdorf - Hetzendorf - Obermeidling - Untermeidling |

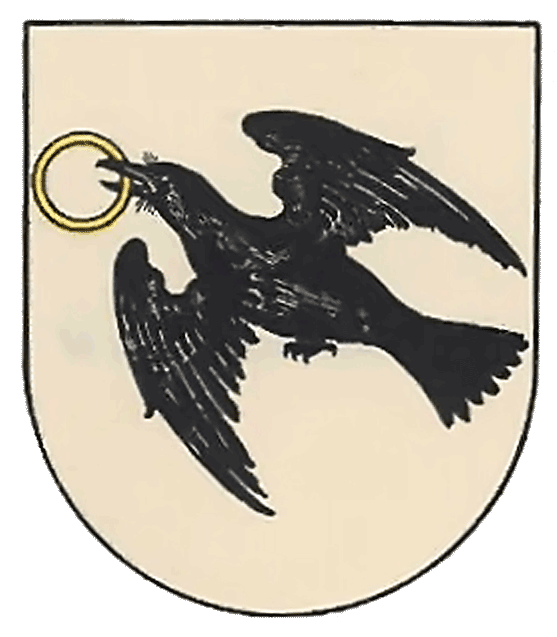
Altmannsdorf
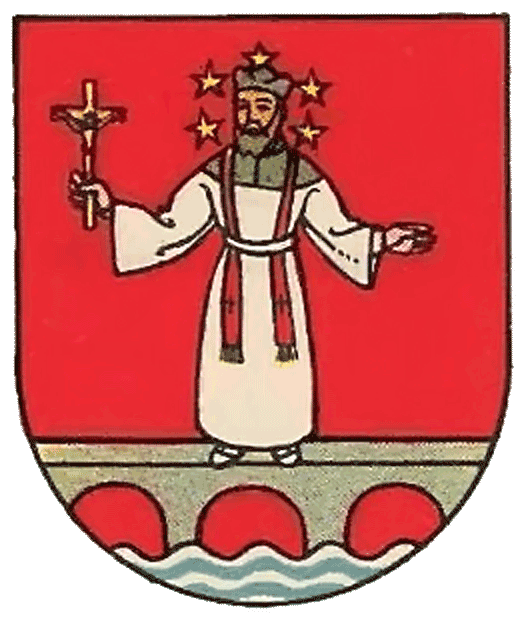
Gaudenzdorf
Hetzendorf
Obermeidling
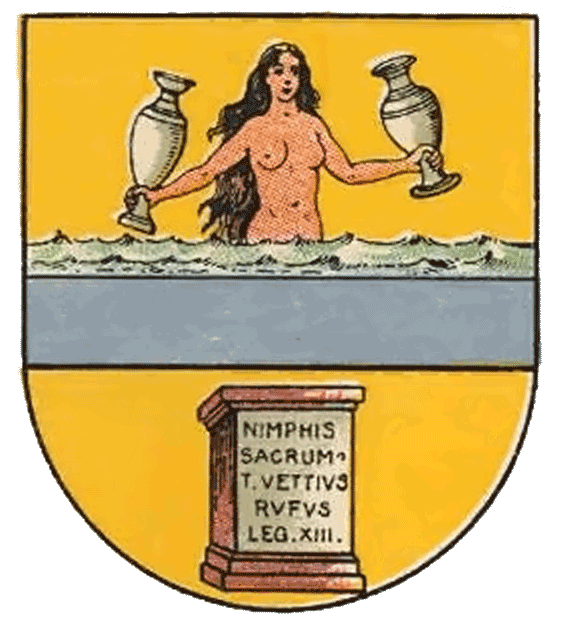
Untermeidling

## Története
Meidling írott forrásban elsőként 1104-ben tűnik fel már Murlingen nevén.
A Meidling kerületet 1892 január 1-jén hozták létre Meidling, Altmannsdorf, Gaudenzdorf és Hetzendorf beolvasztásaval Becsbe mint a XII. kerület.
A megszállás alatt (1945–1955) Meidling a brit szektorhoz tartozott.

## Látnivalók
- A meidlingi laktanya
- A meidlingi kastély
- Az altmannsdorfi kastély
- A hetzendorfi kastély
- A Terézfürdő (Theresienbad)

## Képek

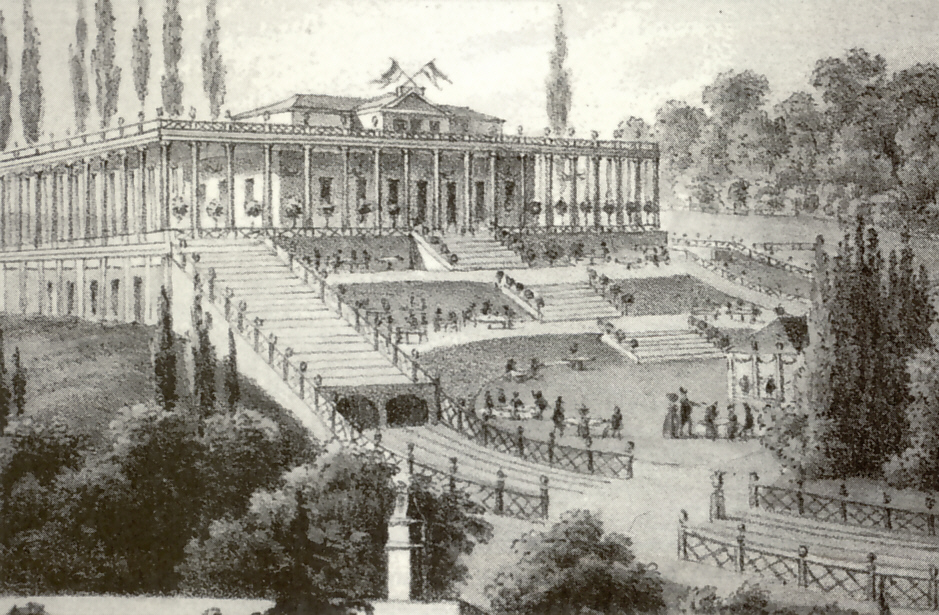
A Tivoli 1830-ban
A meidlingi laktana
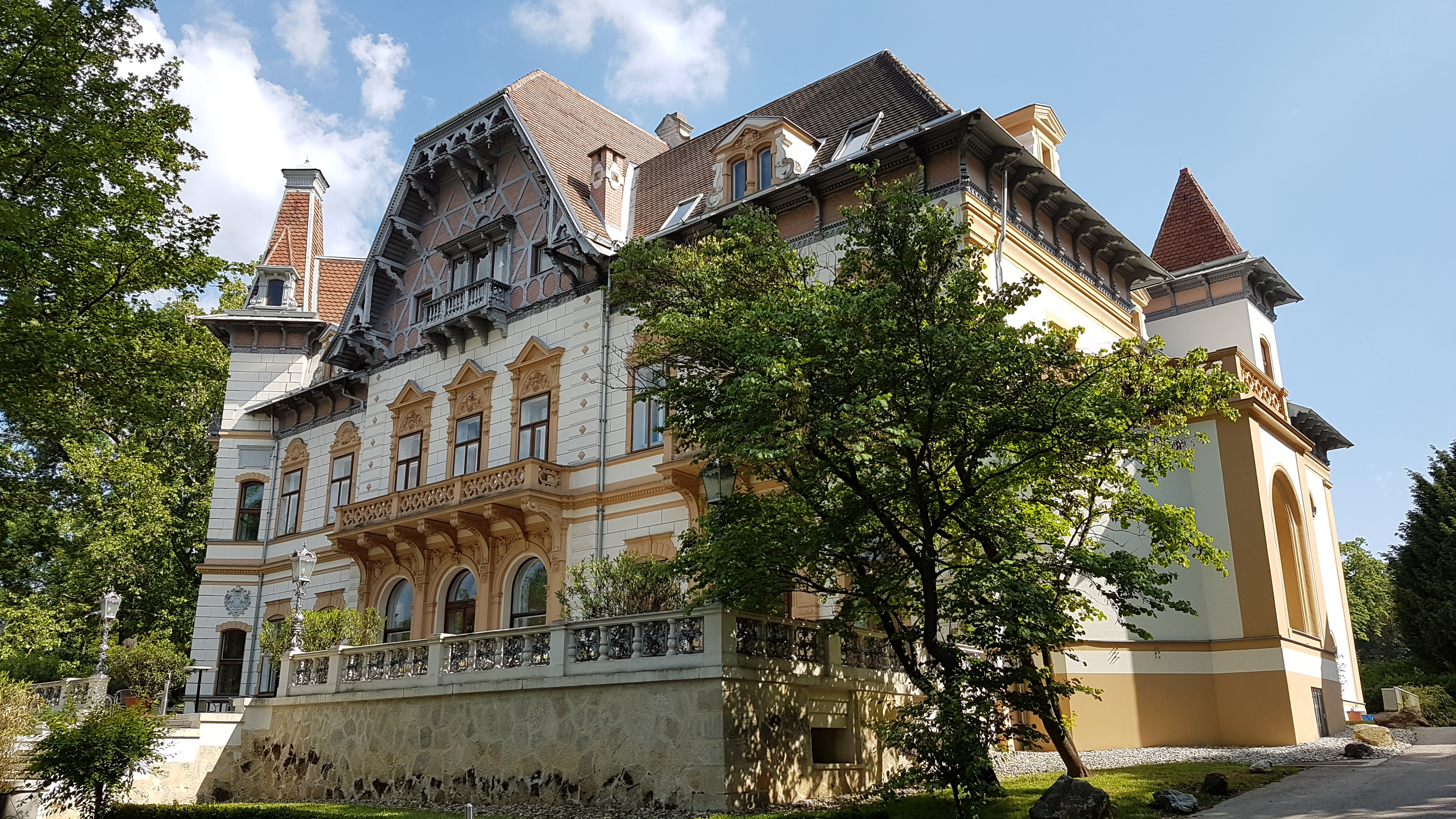
A meidlingi kastély
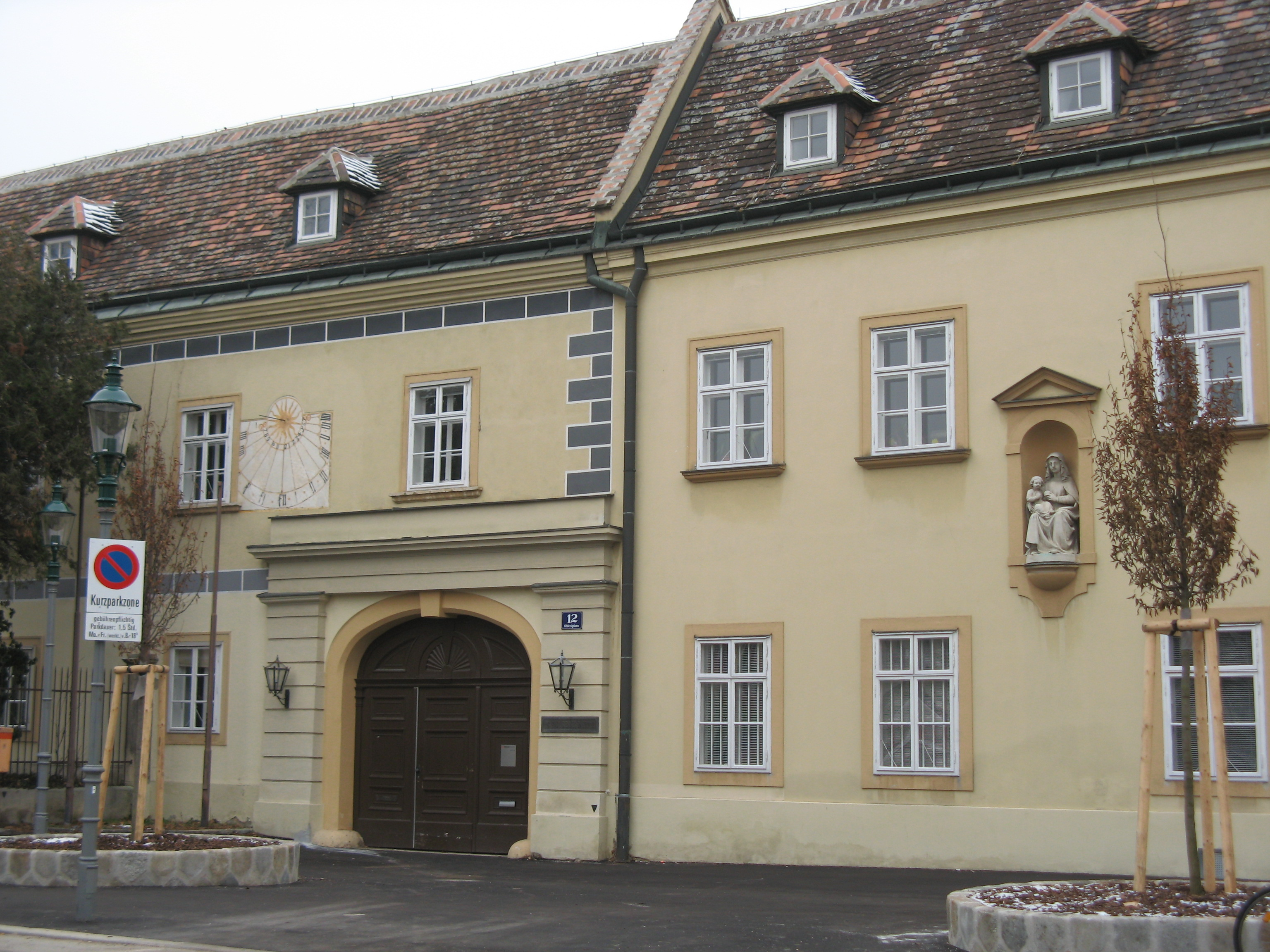
Az altmannsdorfi kastély
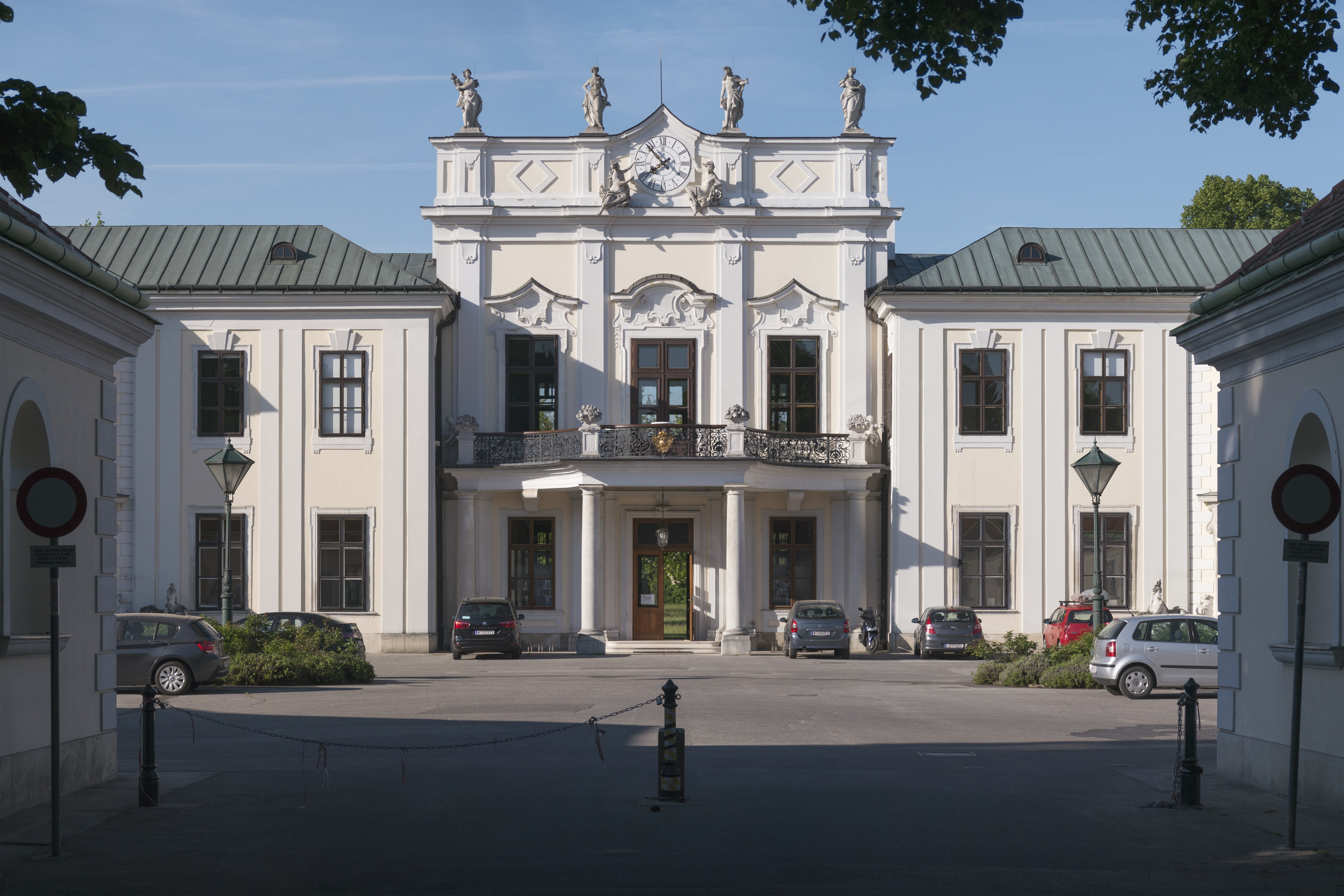
A hetzendorfi kastély
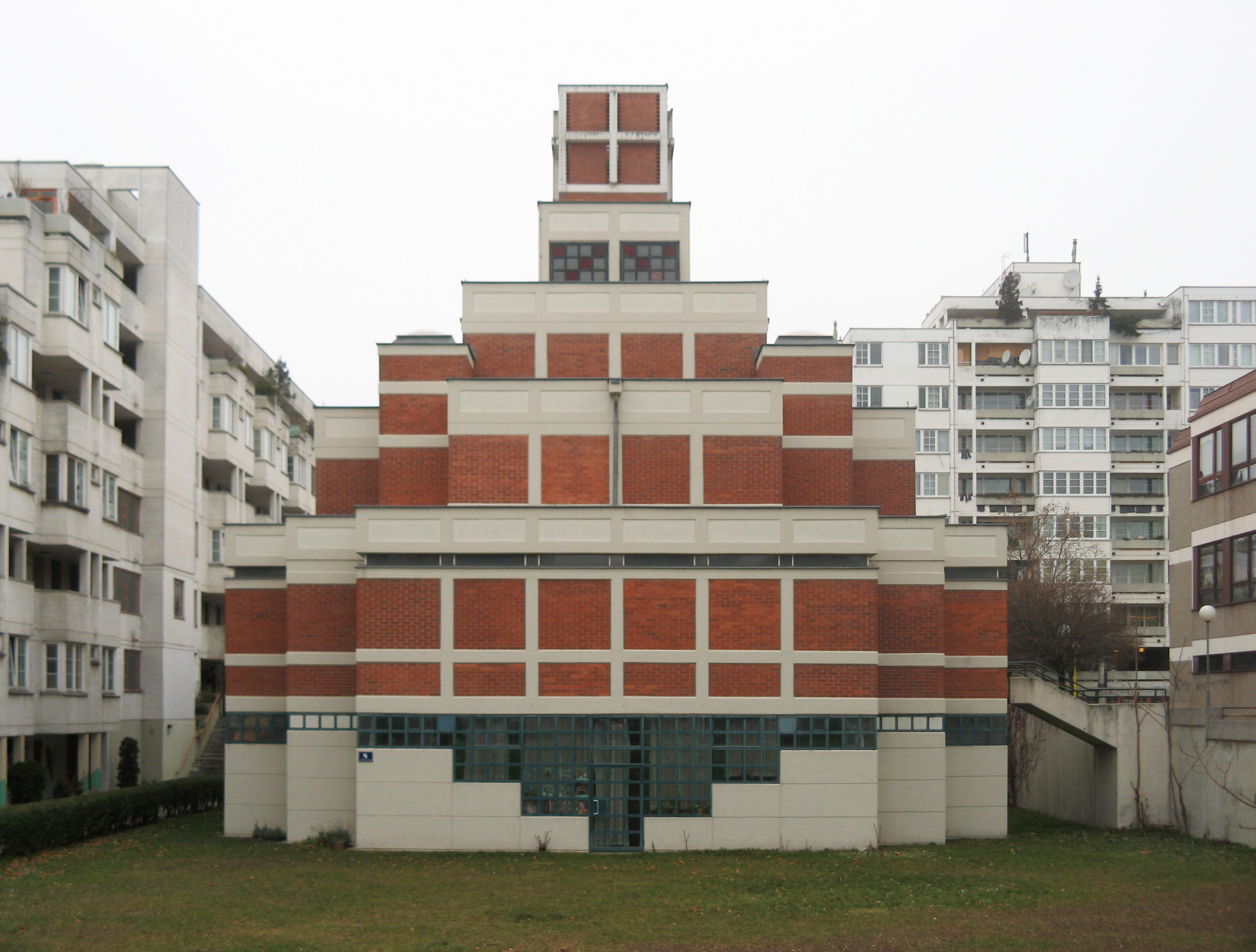
Az altmannsdorfi templom
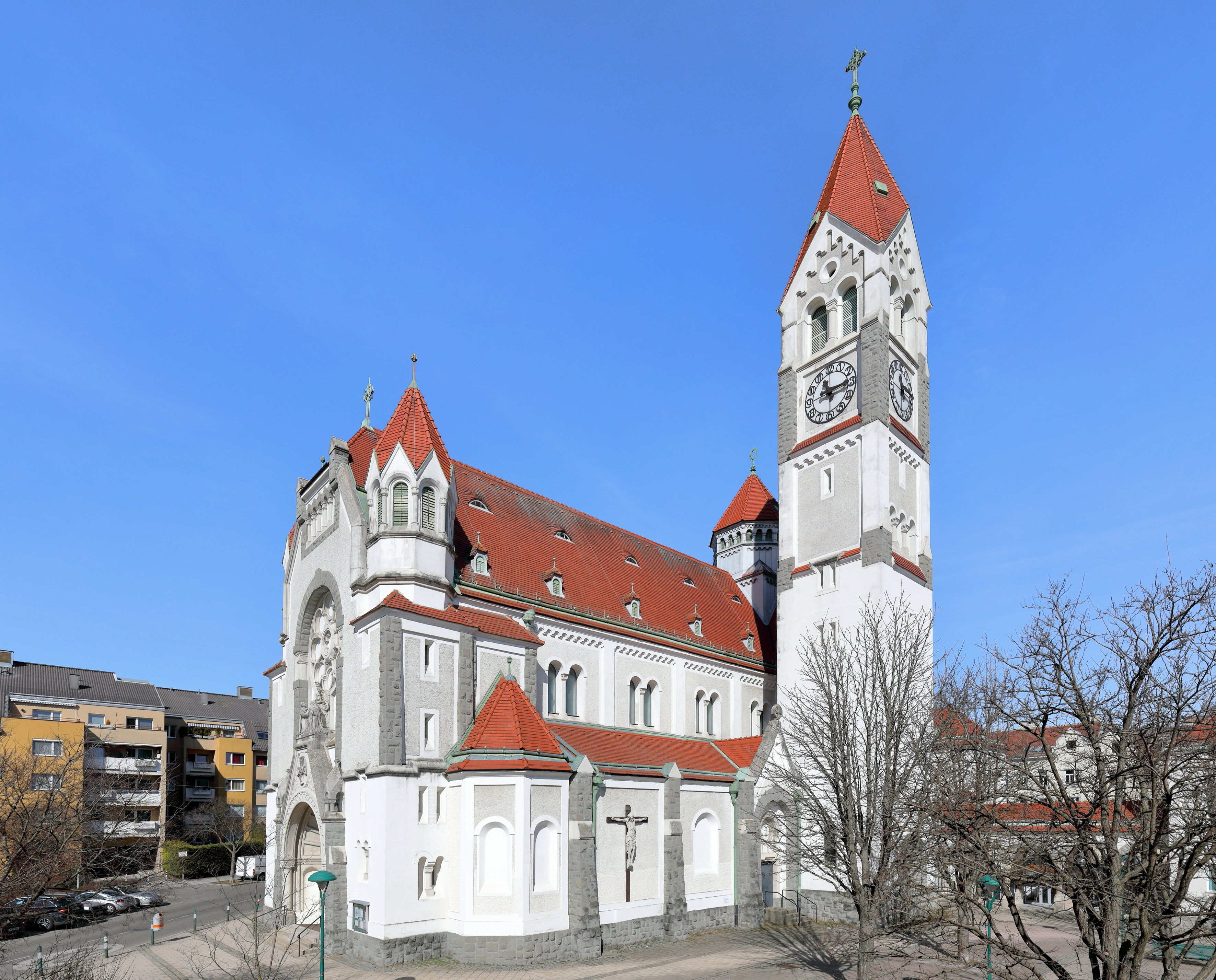
A hetzendorfi templom
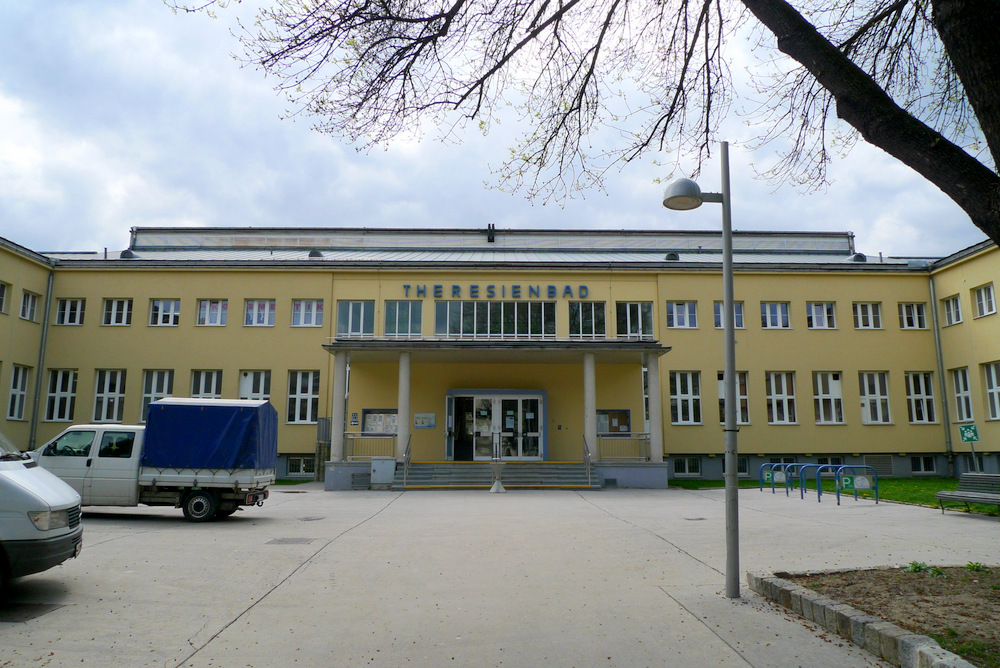
A Terézfürdő

## Népesség
Népességnövekedés
forrás: Statistik.at

## Testvérvárosa
- Gifu, 1992-től[3]

## Híres emberek
- Georg Danzer (1946–2007), zenész
- Gerhard Hanappi (1929–1980),  labdarúgó és építész
- Sebastian Kurz (* 1986), politikus
- Hermann Leopoldi (1888–1959), zenész
- Harald Leupold-Löwenthal (1926–2007), pszichiáter és neurológus
- Herwig Seeböck (1939–2011), színész
- Toni Stricker (* 1930), zenész

## Fordítás
- Ez a szócikk részben vagy egészben  a   Meidling című német Wikipédia-szócikk fordításán alapul.  Az eredeti cikk szerkesztőit annak laptörténete sorolja fel. Ez a jelzés csupán a megfogalmazás eredetét és a szerzői jogokat jelzi, nem szolgál a cikkben szereplő információk forrásmegjelöléseként.